# Répcekároly

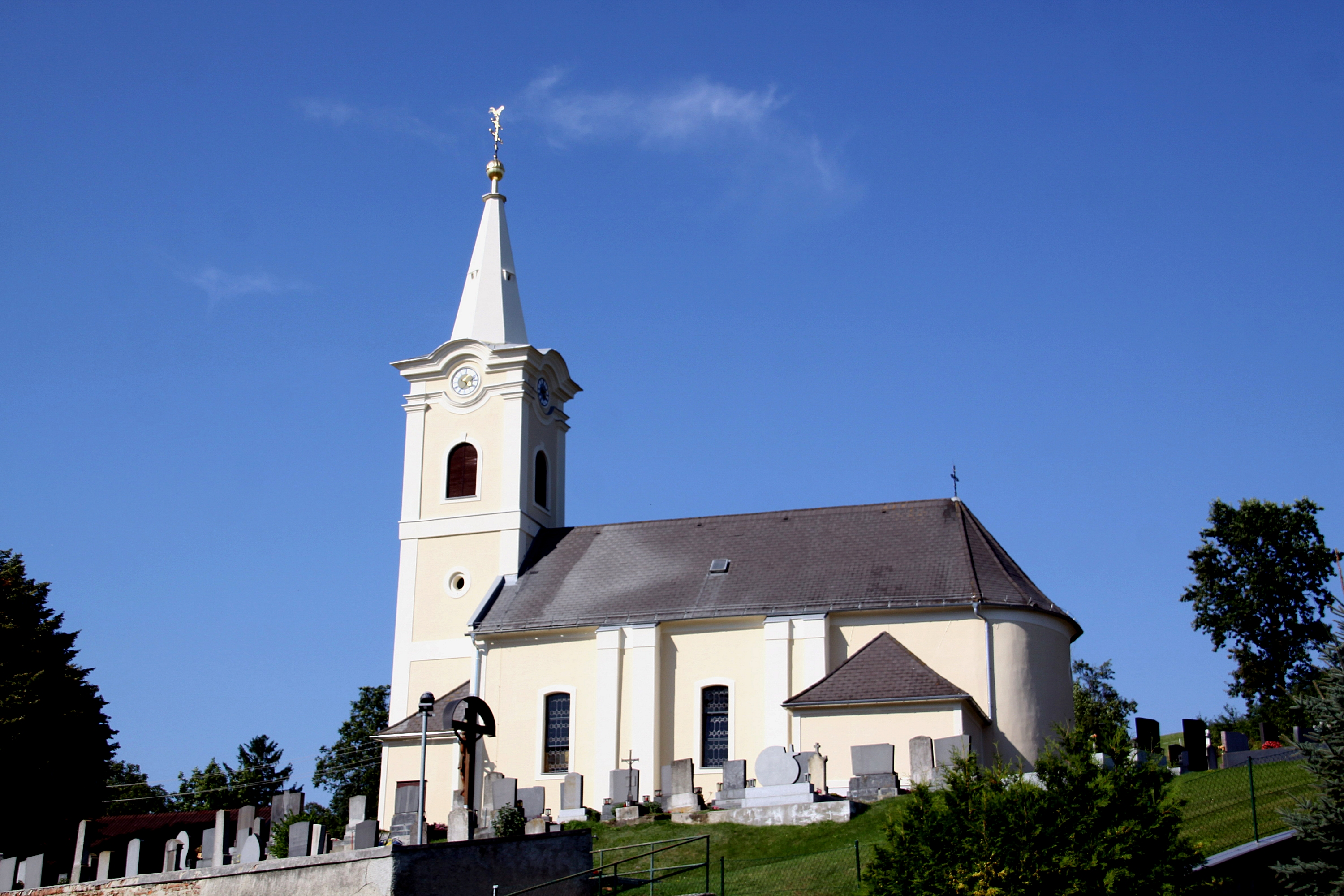
A római katolikus templom

Répcekároly (németül: Karl, horvátul: Karlin) Vámosderecske településrésze Ausztriában, Burgenland tartományban, a Felsőpulyai járásban.

## Fekvése
Felsőpulyától 15 km-re nyugatra a Répce völgyének felső szakaszán a régi magyar határ mellett fekszik.

## Története
A települést 1279-ben említik először oklevélben. Nevét feltehetően egykori birtokosáról kapta. 1400-ig Lánzsér várának tartozéka volt, ekkor azonban Luxemburgi Zsigmond király a borsmonostori kolostornak adományozta. 1562-ben az uradalommal együtt Nádasdy Tamás özvegye Kanizsai Orsolya vásárolta meg. 1676-ban a lánzséri uradalom birtokosa Esterházy Pál vette meg az összeesküvő Nádasdy Ferenc családjától elkobzott birtokot és az uradalomhoz csatolta. 1831-ben a kolerajárványban egy hét leforgása alatt öten haltak meg. 1870-ben a falu önálló iskolát kapott, addig ugyanis az itteni gyermekek Vámosdercskére vagy Felsőrámócra kényszerültek járni.
Vályi András szerint " KÁRL. Karlin. Karló. Német falu Sopron Várm. földes Ura H. Eszterházy Uraság, lakosai katolikusok, fekszik Soptonról 3 7/8 mértföldnyire, Deretskéhez nem messze, mellynek filiája, határjának vidékje a fordúlóban soványas, vagyonnyai selejtesek, szőllő hegye nints, fája, erdeje, és fürészlője van."
Fényes Elek szerint " Karló, német falu, Sopron vmegyében, Sopronhoz dél-nyugotra 3 1/4 mfld, Ausztria szélén: 280 kath. lak. Van 364 hold sovány szántóföldje, 98 h. rétje, 42 h. kertje, 711 h. községi, s 1500 hold uradalmi fenyves erdeje. Birja h. Eszterházy, s a helység áll 12 2/8 urb. telekből."
1910-ben 349, túlnyomórészt német lakosa volt. A trianoni békeszerződésig Sopron vármegye Felsőpulyai járásához tartozott. 1921-ben Ausztria Burgenland tartományának része lett. 1971-óta közigazgatásilag a szomszédos Vámosderecskéhez tartozik.

## Külső hivatkozások
- Vámosderecske, Répcekároly és Felsőrámóc hivatalos oldala